# Asteroide Atira

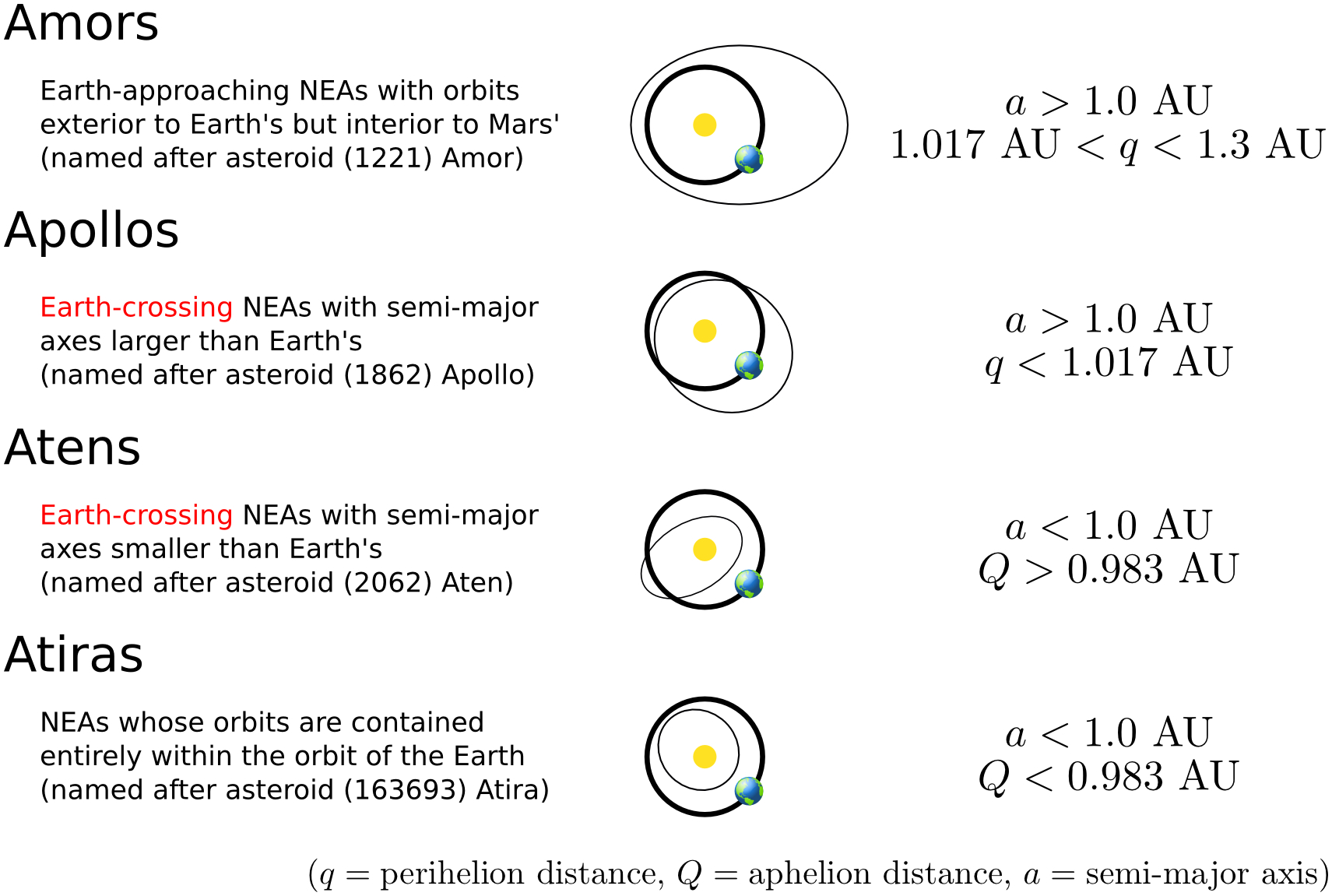
tipos de asteroides

Un asteroide Atira o IEO (siglas de Inner-Earth Object, Objeto interior a la Tierra) es cuerpo menor cuya órbita está totalmente contenida en la órbita terrestre. El nombre deriva del asteroide Atira, el primero de su clase en ser confirmado como tal. También se les llama asteroides apohele, de una palabra hawaiana que significa «órbita» y se puede construir como una combinación de «apoapsis» y «helios».

## Características
Los asteroides Atira son un tipo de asteroides habitualmente considerados como una subclase de los asteroides Atón —y por tanto clasificados entre los objetos próximos a la Tierra (NEO, Near-Earth Objects) y entre los asteroides próximos a la Tierra (NEA, Near-Earth Asteroids)—. El nombre procede del asteroide Atira, ya que es también frecuente dar a una clase de objetos el nombre del primer objeto descubierto de esa clase. Su particularidad es que tanto el perihelio como el afelio son menores al perihelio de la Tierra; es decir, toda la órbita del asteroide está dentro de la terrestre y nunca llega a cortarla. De ahí la denominación «objetos interiores a la Tierra».
El nombre alternativo de esta clase de asteroides, «apohele», es una palabra hawaiana que significa órbita. Fue propuesto por los astrónomos David J. Tholen y R. J. Whiteley, descubridores del asteroide 1998 DK36, primer asteroide candidato a pertenecer a esta clase —aunque el primero confirmado fue Atira en 2003.
Desde la primera identificación de un objeto de este grupo y hasta 2010, se han descubierto otros diez asteroides que pueden pertencecer a esta clase, dos de los cuales han sido observados suficientemente como para tener asignado un número permanente. Otros 28 objetos tienen afelios menores que el de la Tierra (1,017 ua). No se han descubierto todavía asteroides que, además de ser interiores a la órbita de la Tierra, lo sean también a las de Venus o Mercurio.

## Algunos asteroides Atira conocidos
La lista de los asteroides Atira conocidos en 2010 era la siguiente:
| Nombre              | Perihelio (ua) | Afelio (ua) | Fecha de descubrimiento | Descubridor         |
| ------------------- | -------------- | ----------- | ----------------------- | ------------------- |
| 1998 DK36           | 0,405          | 0,980       | 23 de febrero de 1998   | David J. Tholen     |
| (163693) Atira      | 0,502          | 0,980       | 11 de febrero de 2003   | LINEAR              |
| (434326) 2004 JG6   | 0,298          | 0,973       | 11 de mayo de 2004      | LONEOS              |
| (164294) 2004 XZ130 | 0,337          | 0,898       | 13 de diciembre de 2004 | David J. Tholen     |
| (413563) 2005 TG45  | 0,428          | 0,935       | 5 de octubre de 2005    | Catalina Sky Survey |
| 2006 KZ39           | 0,292          | 0,939       | 25 de mayo de 2006      | Mount Lemmon Survey |
| 2006 WE4            | 0,641          | 0,928       | 21 de noviembre de 2006 | Mount Lemmon Survey |
| 2007 EB26           | 0,119          | 0,980       | 10 de marzo de 2007     | Mount Lemmon Survey |
| (418265) 2008 EA32  | 0,428          | 0,804       | 10 de marzo de 2008     | Catalina Sky Survey |
| 2008 UL90           | 0,431          | 0,959       | 26 de octubre de 2008   | Mount Lemmon Survey |

### Candidatos a asteroides Atira
Otros objetos con afelio menor de 1 ua y posibles candidatos a esta clase:
| Nombre              | Perihelio (ua) | Afelio (ua) | Fecha de descubrimiento  | Descubridor         |
| ------------------- | -------------- | ----------- | ------------------------ | ------------------- |
| 2005 YQ96           | 0,496          | 0,992       | 30 de diciembre de 2005  | Catalina Sky Survey |
| (202683) 2006 US216 | 0,278          | 0,995       | 30 de octubre de 2006    | Mount Lemmon Survey |
| 2007 AG             | 0,451          | 0,990       | 8 de enero de 2007       | Mount Lemmon Survey |
| 2007 BD             | 0,481          | 0,986       | 16 de enero de 2007      | Catalina Sky Survey |
| 2009 SZ99           | 0,640          | 0,990       | 22 de septiembre de 2009 | Mount Lemmon Survey |